# STS-63
STS-63 (ang. Space Transportation System) – druga misja w ramach amerykańsko-rosyjskiego programu Shuttle-Mir, w czasie której nastąpiło pierwsze, próbne zbliżenie do rosyjskiej stacji kosmicznej Mir. W misji wziął udział wahadłowiec Discovery. Był to dwudziesty lot promu kosmicznego Discovery i sześćdziesiąty siódmy programu lotów wahadłowców. Po raz pierwszy pilotem wahadłowca była kobieta.

## Załoga
źródło
- James Wetherbee (3)*, dowódca
- Eileen Collins (1), pilot
- Michael Foale (3), specjalista misji 2
- Janice Voss (2), specjalista misji 3
- Bernard Harris (2), specjalista misji 1
- Władimir Titow (3), specjalista misji 4 (Rosja)

*(liczba w nawiasie oznacza liczbę lotów odbytych przez każdego z astronautów)

## Cel misji
Lot laboratorium naukowego Spacehab-RSM, ponadto wahadłowiec udowodnił swe możliwości, zbliżając się na odległość zaledwie 11 metrów do rosyjskiej stacji Mir. Na orbicie umieszczono, a później przechwycono satelitę SPARTAN 204 służącego do obserwacji astronomicznych w dalekim ultrafiolecie.

## Parametry misji
źródło
- Masa:
  - startowa orbitera: 112 253 kg
  - lądującego orbitera: 95 832 kg
  - ładunku: 8641 kg
- Perygeum: 275 km
- Apogeum: 342 km
- Inklinacja: 51,6°
- Okres orbitalny: 92,3 min

### Najbliższe podejście do Mira
11 metrów; 6 lutego 1995, 19:23:20 UTC

### Spacer kosmiczny
- M. Foale i B. Harris – EVA
  - Start EVA: 9 lutego 1995, 11:56 UTC
  - Koniec EVA: 9 lutego 1995, 16:35 UTC
  - Łączny czas trwania: 4 godz, 39 min